# Ауджелло, Томмазо
Томмазо Аужелло (итал. Tommaso Augello) родился 30 августа 1994 года, Милан, Италия) — итальянский футболист, защитник клуба «Палермо».

## Клубная карьера
Томмазо Ауджелло учился в академии футбольного клуба «Чимиано» из своего родного Милана. В 2011 году он перешел на профессиональный уровень, подписав контракт с командой «Понтисола». Ауджелло провел три сезона в Серии D, зарекомендовав себя уверенным игроком основного состава. В 2014 году Томмазо перешел в клуб «Джана Эрминио» из Серии C, где принял участие в 109 матчах чемпионата и отметился одним забитым голом в ворота «Зюйдтироль» в ноябре 2015.
Летом 2017 года Ауджелло был приобретен клубом «Специя» за 80 тыс. евро. Впервые в форме «орлят» он появился 21 октября в игре с «Перуджей», однако, в первом сезоне, ему не удалось занять место важного игрока команды. В сезоне 2018/19 Ауджелло смог закрепиться и провел 31 матч в стартовом составе. Также он поразил ворота футбольного клуба «Козенца» в победном для своей команды матче. По итогам сезона Томмазо стал одним из лучших игроков Серии B.
9 июля 2019 Томмазо Ауджелло отправился в аренду в «Сампдорию» с условием выкупа, подписав четырёхлетний контракт. 11 ноября он дебютировал в Серии А, заменив Якуба Янкто на 74 минуте игры с клубом «СПАЛ». Во второй половине сезона Ауджелло стал регулярно появляться в основном составе, чередуясь с Никола Мурру. После ухода Мурру в сентябре 2020 года, Ауджелло занял регулярное место в стартовом составе. 17 октября защитник отметился голевой передачей и своим первым забитым мячом за «Сампдорию» в игре с «Лацио». 29 декабря 2020 контракт с клубом был продлен до 2025 года.
18 июля 2023 года Ауджелло подписал двухлетний контракт с «Кальяри», который вернулся в высшую футбольную лигу Италии. Первая игра в составе новой команды для защитника состоялась 28 августа на домашней арене с «Интером».
8 июля 2025 года Томмазо подписал контракт с клубом «Палермо».